# Həmzəli (Qəbələ)
Həmzəli è un comune dell'Azerbaigian situato nel distretto di Qəbələ. Conta una popolazione di 1 367 abitanti.